# Bulzești, Dolj
Bulzești este un sat în comuna cu același nume din județul Dolj, Oltenia, România.

## Personalități marcante
- Marin Sorescu (1936-1996), scriitor român

 Acest articol despre o localitate din județul Dolj este deocamdată un ciot. Puteți ajuta Wikipedia prin completarea lui.